# Ракетний удар по Львову 6 липня 2023 року
6 липня 2023 року російські війська під час свого вторгнення в Україну завдали чергового ракетного удару по Львову.
Унаслідок удару обвалилася частина багатоповерхового житлового будинку (було зруйновано третій і четвертий поверхи у двох під'їздах), ушкоджень зазнали 35 будівель. Загинули десять осіб, ще 42 людини отримали поранення.
За словами міського голови Львова Андрія Садового та голови Львівської обласної державної адміністрації Максима Козицького, цей удар став однією з наймасштабніших атак на цивільну інфраструктуру міста від початку російсько-української війни.

## Передісторія
Під час свого вторгнення в Україну Росія регулярно обстрілювала українські міста, вражаючи цивільну інфраструктуру. Так, 27 червня 2023 року російські війська вдарили по кафе RIA Lounge Bar в Краматорську. Хоча Львів перебував далеко від епіцентру боїв, проте періодично і він зазнавав російських атак. 

## Перебіг подій
Згідно із заявами Збройних сил України, 6 липня росіяни завдали удару з акваторії Чорного моря близько першої години ночі за місцевим часом. Атака була проведена крилатими ракетами «Калібр», запущеними з кораблів і підводних човнів. За словами українських військових, загалом було випущено 10 ракет, 7 з яких вдалося збити українській ППО. За їхніми даними, було зафіксовано кілька груп ракет, які спочатку рухалися на північ, використовуючи рельєф місцевості та русло Дніпра, а потім різко змінили курс у західному напрямку.
Андрій Садовий уночі повідомляв про падіння на будинок уламків російської ракети, проте Максим Козицький пізніше заявив про пряме влучання, цю саму версію висунула і прокуратура.
Загалом, за даними місцевої влади, було пошкоджено понад 250 квартир, понад 30 будівель (зокрема, 10 гуртожитків, будинок дитини, два виші, санаторну школу та офісний комплекс) і близько 50 автомобілів. Також було зруйновано одну електропідстанцію.
Основний удар припав на південь міста — на Франківський і Сихівський райони, розташовані за два-три кілометри від львівського Старого міста.
За словами українського міністра культури Олександра Ткаченка, від удару постраждали історичні будівлі, що є частиною буферної зони об'єкту Всесвітньої спадщини ЮНЕСКО в Україні — Історичного центру Львова.

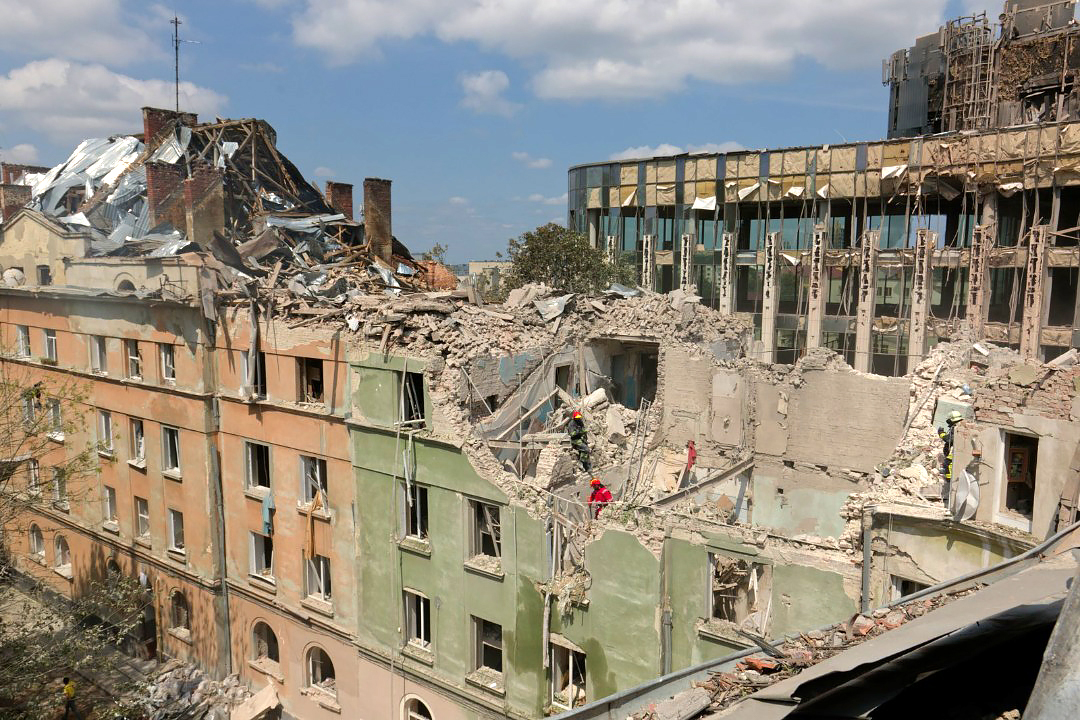
Комплекс будинків на вулиці Стрийській, 50-76в (на передньому плані) і бізнес-кампус Lviv Tech City (на задньому)

Зокрема, найбільше постраждала вулиця Стрийська, що входить до буферної зони. Пошкоджень зазнав будинок за проектом архітектора Міхала Риби, що складається з 17 корпусів (пам'ятка архітектури місцевого значення). Його дах зруйнований, а деякі квартири цілком знищені. Як зазначив архітектор і фахівець з охорони пам'яток, доцент Академії образотворчих мистецтв у Гданську Міхал Пщолковський, це «один із найважливіших житлових проєктів Львова у ХХ столітті, частина польської культурної спадщини». Пошкоджено і сусідній бізнес-кампус Lviv Tech City. Крім того, постраждали будівлі двох шкіл, кількох гуртожитків «Львівської політехніки» та будівлі університетського містечка Українського католицького університету. 
Уламки ще двох ракет впали в сільській місцевості у Львівському та Золочівському районі районах Львівської області. Руйнування зазнали приватні споруди, але постраждалих не було. Загалом у двох постраждалих селах — Велика Вільшаниця та Хильчиці — було пошкоджено 14 житлових будинків, 12 госпбудівель і одну бібліотеку.

## Реакція

### Україна
У Львові було оголошено дводенну жалобу за загиблими.
Голова Львівської обласної державної адміністрації Максим Козицький на тлі руїн зруйнованих будинків зазначив: «Ось так «русскій мір» прийшов до Львова». 
Президент України Володимир Зеленський висловив співчуття близьким загиблих і додав: «Обов'язково буде відповідь ворогу. Відчутна».

### Росія
Міноборони РФ назвало атаку на Львів «ударом по пунктах тимчасової дислокації ЗСУ та іноземних найманців». Російське пропагандистське видання РИА Новости повідомляло: «Метою сьогоднішнього удару по резервах України стали західна техніка і бойовики на території військової академії у Львові».

### Міжнародні організації
ЮНЕСКО 6 липня засудило атаку на Львів. Організація вказує на те, що удари по території, що охороняється Конвенцією про всесвітню спадщину, «є порушенням цієї конвенції, а також Гаазької конвенції 1954 року про захист культурних цінностей у разі збройного конфлікту». Зобов'язання, взяті на себе учасниками конвенцій, поширюються і на буферні зони поруч із пам'ятками, підкреслюють в організації. Також ЮНЕСКО висловило «щирі співчуття сім'ям п'ятьох загиблих», про яких було відомо на той момент, і підтримку постраждалим та мешканцям Львова. Водночас мер Львова Андрій Садовий розкритикував ЮНЕСКО, кажучи що та «не наважилася назвати країну-терориста».